# Benson Kipruto
Benson Kipruto  (né le 17 mars 1991) est un athlète kényan, spécialiste du marathon.

## Biographie
Benson Kipruto remporte le Marathon de Boston 2021 dans le temps de 2 h 9 min 51 s, devant l'Éthiopien Lemi Berhanu.
L'année suivante, il s'impose lors du Marathon de Chicago 2022 en établissant un nouveau record personnel en 2 h 4 min 24 s.
Le 8 octobre 2023, il termine deuxième du Marathon de Chicago en 2 h 04 min 02 s. Kelvin Kiptum remporte ce Marathon de Chicago en établissant un nouveau record du monde en 2 h 00 min 35 s.
Le 3 mars 2024 il arrive premier au Marathon de Tokyo avec un chrono de 2 h 02 min 16 s, ce qui en fait le cinquième meilleur performeur de l'histoire sur la distance. Il remporte la médaille de bronze sur l'épreuve du Marathon lors des Jeux olympiques d'été de 2024.

## Palmarès
| Date | Compétition               | Résultat | Temps           |
| ---- | ------------------------- | -------- | --------------- |
| 2016 | Marathon d'Athènes        | 2e       | 2 h 13 min 24 s |
| 2017 | Marathon de Prague        | 4e       | 2 h 09 min 51 s |
| 2017 | Marathon de Gongju Dong-A | 2e       | 2 h 07 min 21 s |
| 2018 | Marathon de Séoul         | 3e       | 2 h 07 min 11 s |
| 2018 | Marathon de Toronto       | 1er      | 2 h 07 min 24 s |
| 2019 | Marathon de Boston        | 10e      | 2 h 09 min 53 s |
| 2019 | Marathon de Toronto       | 4e       | 2 h 05 min 13 s |
| 2020 | Marathon de Londres       | 7e       | 2 h 06 min 42 s |
| 2021 | Marathon de Prague        | 1er      | 2 h 10 min 16 s |
| 2021 | Marathon de Boston        | 1er      | 2 h 09 min 51 s |
| 2022 | Marathon de Boston        | 3e       | 2 h 07 min 27 s |
| 2022 | Marathon de Chicago       | 1er      | 2 h 04 min 24 s |
| 2023 | Marathon de Boston        | 3e       | 2 h 06 min 06 s |
| 2023 | Marathon de Chicago       | 2e       | 2 h 04 min 02 s |
| 2024 | Marathon de Tokyo         | 1er      | 2 h 02 min 16 s |
| 2024 | Jeux Olympiques           | 3e       | 2 h 07 min 00 s |